# La Bête

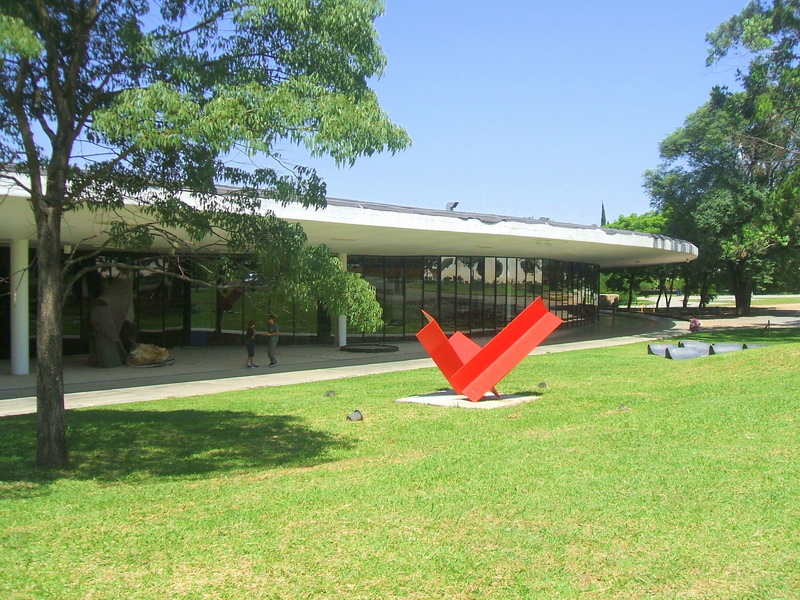
Sede do MAM de São Paulo.

La Bête ("O Bicho", em tradução livre do francês) é uma performance do coreógrafo brasileiro Wagner Schwartz. Realizada desde 2015, foi alvo de críticas nas redes sociais e por parte de movimentos de direita, como o Movimento Brasil Livre, por envolver a interação de uma criança com o corpo nu de um homem durante a apresentação de 26 de setembro de 2017 no Museu de Arte Moderna de São Paulo. Quatro dias depois, o Ministério Público abriu um inquérito para investigar as denúncias feitas sobre a apresentação.
Wagner Schwartz teve a ideia para o espetáculo em Paris, onde se deparou com uma das esculturas organicamente articuladas da série Bichos de 1960 de Lygia Clark guardada numa caixa de acrílico e pensou que a obra havia perdido sua finalidade: ser manipulada pelo público. "Senti que, ali, o objeto havia perdido sua vitalidade. Olhando para ele, eu disse: 'Vou tirar você daí de dentro. Vou virar você'", declarou Schwartz.
Em La Bête, o performer se apresenta nu e manipula a réplica de plástico de uma das esculturas dessa série, em seguida ele próprio se torna o "Bicho" e o público passa a voluntariamente manipular e articular seu corpo, o que, segundo Schwartz, cria uma forte dependência dos espectadores para a execução da obra, de forma que eles não só observam, mas também passam a fazer parte. "É o público que participa, que propõe aquilo que quer ver, experienciar. Nada além daquilo que estiver na cabeça da plateia".

## Apresentações
A performance foi criada em 2005 e apresentada em museus, galerias e festivais no Brasil e no exterior, assim como na Bienal SESC de Dança, SESC Belenzinho, Palais de Tokyo, Centre National de la Danse, FRAC Besanson, Galerie Forum Berlin Am Meer, no Instituto Goethe de Salvador e no Museu de Arte Moderna de São Paulo (MAM).

## Controvérsia
A apresentação da performance em 26 de setembro de 2017 no MAM foi alvo de críticas após a circulação de vídeo em que uma criança de cerca de quatro anos interage com o corpo nu de Wagner Schwartz. O ato ocorreu durante a 35° edição do evento Panorama de Arte Brasileira. Quatro dias depois, o Ministério Público abriu inquérito para investigar as denúncias de suposto incentivo à pedofilia feitas sobre a apresentação.
As críticas contra a performance e o museu partiram principalmente das redes sociais e de movimentos de direita. O Movimento Brasil Livre classificou o episódio como "repugnante", "inaceitável", "erotização infantil", "afronta", "crime", alegando que a criança teria sido constrangida. Em nota, o MAM afirmou que as reações negativas eram "resultado de desinformação, deturpação do contexto e do significado da obra" e que "lamenta as interpretações açodadas e manifestações de ódio e de intimidação à liberdade de expressão que rapidamente se espalharam pelas redes sociais".

### Dona Regina e a Rede Globo
Durante o programa Encontro com Fátima Bernardes, da Rede Globo, a atriz Andreia Horta defendeu a performance. Uma senhora da plateia chamada Regina se opôs à opinião da atriz e dos demais convidados. A emissora foi criticada sob a alegação de que a senhora teria sofrido intolerância por parte da atriz e convidados.